# Рахман, Алла Ракха
Алла Ракха Рахман (англ. Allah Rakha Rahman, там. ஏ.ஆர்.ரகுமான்; настоящее имя — А. С. Дилип Кумар; род. 6 января 1966, Мадрас) — индийский кинокомпозитор, певец и музыкальный продюсер. Бо́льшей частью пишет музыку для трёх крупнейших киноиндустрий Индии: Колливуда (фильмы на тамильском языке), Толливуда (фильмы на языке те́лугу) и Болливуда (фильмы на языке хинди). За пределами Индии наиболее известен своей музыкой к кинофильму «Миллионер из трущоб».

## Биография

### Детство и юношество
Алла Ракха Рахман родился в Мадрасе в 1966 году. При рождении был назван А. С. Дилип Кумар, однако когда ему было 22 года, вся его семья приняла ислам и он взял новое имя. Его отец был композитором и дирижёром, писал музыку для кино. Мальчик с четырёх лет занимался музыкой, а в 11 стал играть на клавишных в оркестре заслуженного композитора Илайяараджи. В юности Рахман также участвовал в самодеятельных группах, созданных им совместно с друзьями — играл на фортепьяно, синтезаторе, фисгармонии и гитаре. Наибольшее пристрастие он все же питал к синтезатору, потому что, по его словам, «это идеальное сочетание музыки и технологии». Он также играл в оркестрах М. С. Висванатана и Рамеша Наиду, аккомпанировал таким музыкантам, как Закир Хусейн, Куннакуди Вайдьянатан и Л. Шанкар в их мировых турне. Примерно в те же годы А. Р. Рахман поступил в Лондонский Музыкальный Колледж Тринити, закончил в нём отделение западной классической музыки.

### Становление
В 1992 году он обосновал в собственном доме студию звукозаписи, со временем ставшую одной из наиболее высоко оснащенных студий Индии. Поначалу он писал мелодии для рекламных роликов, телевизионных передач, документальных и короткометражных фильмов. На его счету джинглы к более чем трем сотням рекламных роликов.
Первым кинофильмом, музыку к которому написал Рахман, стала тамильская картина 1992 года под названием «Роза». Эта дебютная работа принесла ему Национальную кинопремию за лучшую музыку к песне для фильма. Впоследствии он становился лауреатом этой наиболее значимой в Индии кинопремии ещё три раза. Саундтрек к фильму «Роза» был занесен в сотню лучших саундтреков всех времен по версии журнала Time в 2005 году.

### Признание
После столь удачного дебюта Рахман продолжает писать музыку для индийского кино — успешно и плодотворно (среди его композиторских работ — более сотни фильмов). Его студия растет, и Рахман запускает собственный лейбл звукозаписи — KM Music.
В 1997 году, к 50-й годовщине независимости Индии, он записывает альбом «Vande Mataram». За этим последовало участие в проекте записи в традиционной манере ведущими индийскими музыкантами и исполнителями Национального Гимна Индии — «Jana Gana Mana». В рамках проекта были сняты два видео: инструментальная версия гимна и вокальная.
В 2002 под продюсерским началом Эндрю Ллойда Уэббера А. Р. Рахман вместе с поэтом Доном Блэком создают мюзикл «Бомбейские мечты», который имел большой успех в Лондоне. Совместно с финской фолк-группой Värttinä и композитором Кристофером Найтингейлом в 2004 году Рахман работает над музыкой к театральной постановке «Властелина Колец».
Также авторству Рахмана принадлежит композиция «Raga’s Dance» из альбома Ванессы Мэй «Choreography».
В 2008 году Рахман вместе с перкуссионистом Сивамани записывает песню «Jiya Se Jiya», вдохновленную всемирным движением «Свободные объятия» (Free Hugs). В клипе на эту песню на примере различных городов Индии можно пронаблюдать, в чём заключалась эта акция.
За последние шесть лет Рахман провел три успешных мировых турне, переиздал свои лучшие работы, написанные для индийского кино, а в декабре 2008 вышел его новый альбом — «Connections». В том же 2008 году А. Р. Рахман открыл собственную консерваторию (KM Music Conservatory), чтобы дать талантливым, музыкально одаренным людям возможность получить соответствующее образование — не только непосредственно музыкальное, но и в области аранжировки и технологий звукозаписи.

### Личная жизнь
А. Р. Рахман женат, отец троих детей, двое из которых пошли по стопам отца, как закадровые исполнители.

## Достижения
Творчество А. Р. Рахмана принесло ему многочисленные премии на родине, наиболее значительной из которых остается орден за заслуги перед родиной «Падма Шри», которым его в 2000 году наградило правительство Индии. Что до мировой общественности, то за свою первую постановку в Уэст-Энде он был номинирован на награду имени Лоуренса Оливье. В 2006 году получил почетную награду от Стэнфордского университета за мировые достижения в области музыки. В 2008 на А. Р. Рахмана посыпались номинации за музыку к фильму «Миллионер из трущоб». Самыми значимыми достижениями этого саундтрека являются премии «Золотой глобус» и две премии «Оскар» за лучшую оригинальную музыку и песню; повторно на «Оскар» композитор выдвигался за лучшую оригинальную музыку и песню к фильму «127 часов». В 2009 г. университет Мидлсекс присудил А. Р. Рахману почетную степень доктора наук.

## Дискография

### В качестве композитора
- 1992 — Roja
- 1993 — Yoddha (малаял.)
- 1993 — Pudhiya Mugam
- 1993 — Gentleman
- 1993 — Kizhakku Cheemayile
- 1993 — Uzhavan
- 1993 — Thiruda Thiruda
- 1994 — Vandicholai Chinraasu
- 1994 — Duet
- 1994 — Super Police (тел.)
- 1994 — Gangmaster (тел.)
- 1994 — May Madham
- 1994 — Kadhalan
- 1994 — Pavithra
- 1994 — Karuththamma
- 1994 — Pudhiya Mannargal
- 1995 — Bombay
- 1995 — Rangeela
- 2008 — Yuvvraaj
- 2008 — Ghajini
- 2008 — Slumdog Millionaire
- 2009 — Delhi
- 2009 — Couples Retreat
- 2010 — Vinnaithaandi Varuvaayaa / Ye Maaya Chesave (тел.)
- 2010 — Raavanan / Raavan
- 2010 — Puli (тел.)
- 2010 — Jhootha Hi Sahi
- 2010 — 127 Hours
- 2010 — Enthiran
- 2011 — Rockstar
- 2012 — Ekk Deewana Tha
- 2012 — People like Us (англ.)
- 2012 — Jab Tak Hai Jaan
- 2012 — Kadal
- 2013 — Maryan
- 2013 — Raanjhanaa
- 2014 — Highway
- 2014 — Million Dollar Arm
- 2014 — Kochadaiiyaan
- 2014 — Lekar Hum Deewana Dil
- 2014 — The Hundred-Foot Journey (англ.)
- 2014 — Kaaviya Thalaivan
- 2014 — Lingaa
- 2015 — I
- 2015 — O Kadhal Kanmani
- 2015 — Tamasha
- 2015 — Muhammad: The Messenger of God (перс.)
- 2016 — 24
- 2016 — Achcham Yenbadhu Madamaiyada / Sahasam Swasaga Sagipo (тел.)
- 2016 — Pele
- 2016 — Mohenjo Daro
- 2017 — OK Jaanu
- 2017 — Kaatru Veliyidai
- 2017 — Sachin: A Billion Dreams
- 2017 — Mom
- 2017 — Viceroy’s House
- 2017 — Mersal
- 2018 — Beyond the Clouds
- 2018 — Chekka Chivantha Vaanam
- 2018 — Sarkar
- 2018 — Робот 2.0
- 2019 — The Fakir Of Venice
- 2019 — Blinded by the Light
- 2019 — Sarvam Thaala Mayam